# Adón del Friul
Adón o Ado (fallecido en Cividale c. 700) fue un noble lombardo duque del Friul entre aproximadamente 698 y c. 700.

## Biografía
Hermano del duque Rodoaldo del Friul, después de que el usurpador Ansfrido fuera derrotado en Verona en 698 por el rey Cuniperto y llevarle al exilio después de dejarlo ciego, el rey confió la regencia del ducado a Adón en ese mismo año. Según narra Pablo el Diácono, gobernó el ducado durante un año y siete meses y murió en Cividale. La duración real de su reinado está en disputa, al igual que el año de su ocurrencia. 
También aparece con el título de loci servator ("guardián", "cuidador"), que es la única vez que aparece durante el período lombardo, aunque se encuentra posteriormente y es posible que pudo haber estado a cargo del ducado como regente en nombre del rey. Se desconoce cuál fue la razón que llevó al rey a no ofrecer de nuevo el ducado a Rodoaldo. Probablemente lo hiciera para controlar mejor el inquieto ducado fronterizo.
Cierto Adón luchó con Raginperto contra Liutperto en 702, pero la identificación de este duque con Adón del Friul es discutible.
Ferdulfo le sucedió como duque del Friul.